# Ordine d'Onore (Grecia)
L'Ordine d'Onore è un ordine cavalleresco della repubblica greca.

## Storia
L'Onorificenza venne fondata nel 1975 per rimpiazzare l'Ordine di Giorgio I del governo monarchico. Essa viene ancora oggi conferita dal governo della Grecia ai cittadini greci che si siano distinti per meriti particolari nei confronti della madrepatria oltre che nella pubblica amministrazione. L'Ordine viene anche affidato a personalità rilevanti del mondo delle arti, delle lettere, delle scienze, del commercio e dell'industria. Esso viene conferito anche agli stranieri che abbiano contribuito significativamente alla promozione della Grecia nel mondo.

## Classi
L'Ordine dispone di cinque classi di benemerenza:
- Cavaliere di Gran Croce
- Gran Commendatore
- Commendatore
- Croce d'Oro
- Croce d'Argento

| Nastri          |             |              |                   |                         |
| Croce d'Argento | Croce d'Oro | Commendatore | Gran Commendatore | Cavaliere di Gran Croce |

## Insegne
- La medaglia dell'ordine consiste in una croce smaltata di blu e bordata d'argento o d'oro a seconda della classe. Al centro vi si trova un disco che riporta il ritratto della dea Atena, attorno al quale si trova un anello smaltato di bianco riportante in oro il motto Ο ΑΓΑΘΟΣ ΜΟΝΟΣ ΤΙΜΗΤΕΟΣ ("Solo il giusto può essere onorato") on a white enamel band.[1] Sul retro del disco si trova lo stemma nazionale della Grecia in forma di una croce bianca su sfondo blu, attorniato dalla legenda ΕΛΛΗΝΙΚΗ ΔΗΜΟΚΡΑΤΙΑ ("Repubblica Ellenica") e l'ordine di fondazione dell'Onorificenza, "1975".[2] L'Ordine prevede anche una classe militare con due spade incrociate sul retro in riconoscimento ai conferimenti in tempo di guerra anche se fino ad ora nessuna concessione di questo tipo è stata attuata.[3]
- La placca dell'Ordine riprende le insegne della medaglia, la quale però è raggiante d'argento.[3]
- Il nastro dell'Ordine è blu con una striscia arancio per parte.[3]